# Темпль (Ивано-Франковск)
Темпль — ортодоксальная синагога в городе Ивано-Франковск (Украина). Находится на улице Страчених, 7.

## История

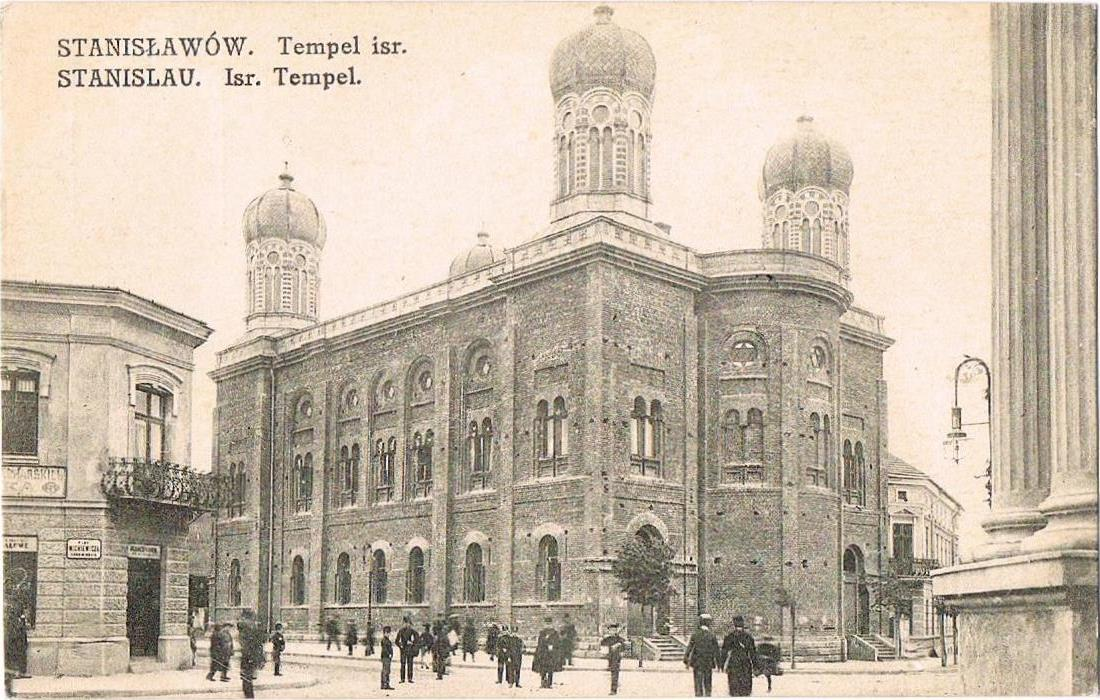
Станиславский Темпль в начале XX века

Идея постройки темпля в Станиславе возникла в 1887 году среди членов «Общества прогресса». Вскоре Александр Виттельс и Элиас Фишер вместе с другими членами общества, организовали комитет по постройке синагоги прогрессистов. В 1888 году общество добилось получения участка земли. 20 июня 1895 году в торжественной обстановке раввин Исаак Горовиц заложил краеугольный камень синагоги. Строительство продолжалось до 1899. Автором проекта был венский архитектор Вильгельм Стяссны. Открытие синагоги состоялось 4 сентября 1899 года в присутствии городских властей и верующих.
Здание пострадало во время Первой мировой войны, после которой оно было отреставрировано. В 1927—1929 в интерьере была выполнена новая роспись, заменена крыша.
В годы Великой Отечественной войны синагога была в значительной степени разрушена, затем вновь отремонтирована.
В 1990-е годы часть помещений синагоги была передана местной иудейской общине. Помимо религиозного центра, при темпле была устроена миква и небольшая столовая, где члены еврейской общины празднуют Шаббаты и прочие еврейские праздники. Остальные помещения занимает мебельный магазин.

## Архитектура
Каменное здание темпля выстроено в мавританском стиле с элементами неоренессанса. Вход в темпль находился с западной стороны через холл в главный зал, с трёх сторон окружённый галереями для женщин. Главный зал был рассчитан на 300 сидячих мест. В восточной стене есть апсида, в которой раньше располагался старинный синагогальный ковчег. Первоначально на углах этой синагоги находились четыре башни, увенчанные куполами в форме луковиц, украшенные звёздами Давида.